# کینلاک رانوک
کینلاک رانوک (به انگلیسی: Kinloch Rannoch) یک روستا در بریتانیا است که در پرت و کینروس واقع شده‌است.